# 오늘부터 인간입니다만
《오늘부터 인간입니다만》은 2026년부터 방송 예정인 SBS 월화 드라마다.

## 프로그램 소개
행여라도 인간이 될까봐 선행과 남자를 멀리하는 괴짜 구미호와 자기애 과잉 축구 선수 스타의 혐관 로맨스 드라마

## 제작진

### 극본
- 박찬영 : MBN 수목 드라마 《최고의 치킨》(공동 집필) 집필
- 조아영 : MBN 수목 드라마 《최고의 치킨》(공동 집필) 집필

### 연출
- 김정권 : 영화 《스카이 닥터》(기타, 스텝), 영화 《기막힌 사내들》(조감독, 스텝), 영화 《간첩 리철진》(기타, 스텝), 영화 《동감》(각본, 감독, 스텝), 영화 《화성으로 간 사나이》(각본, 감독, 스텝), 영화 《바보》(각본, 감독, 스텝), 영화 《그 남자의 책 198쪽》(감독), 영화 《가을 이야기》(감독), 영화 《설해》(각본, 감독, 스텝), 영화 《사랑하고 있습니까?》(각본, 감독, 스텝), 채널A 금토 드라마 《거짓말의 거짓말》(공동 연출), NETFILX 《연애대전》(연출), tvN 토일 드라마 《마에스트라》(연출) 연출

## 등장 인물

### 주요 인물
- 김혜윤
- 로몬
- 이시우
- 장동주

## 참고 사항
- 2025년에 방송될 예정이었지만 2026년으로 변경되었다.

## 같이 보기
- 대한민국의 텔레비전 드라마 목록 (ㅇ)
- 2026년 대한민국의 텔레비전 드라마 목록